# 688
Évszázadok: 6. század – 7. század – 8. század
Évtizedek: 630-as évek – 640-es évek – 650-es évek – 660-as évek – 670-es évek – 680-as évek – 690-es évek – 700-as évek – 710-es évek – 720-as évek – 730-as évek
Évek: 683 – 684 – 685 – 686 –  687 – 688 – 689 – 690 – 691 – 692 – 693

## Események

### Európa
- II. Iusztinianosz bizánci császár megállapodást köt Abd al-Malik Omajjád kalifával, miszerint Ciprus semleges területnek számít és a szigetről származó jövedelmen a két birodalom megosztozik. A Balkánon háborút indít a makedóniai szlávok ellen, visszaállítja a bizánci uramat Trákiában és a legyőzött szlávok egy részét áttelepíti a kis-ázsiai Opszikion themájába.
- Meggyilkolják Perctarit longobárd királyt. Utóda fia, Cunipert. Alahis bresciai herceg fellázad ellene és sikerül elűznie; Cunipert a Comói-tó Comacina-szigetére szorul vissza. Alahis zsarnoki természetével azonban hamarosan maga ellen fordítja a longobárd főnemességet.
- Egica vizigót király összehívja a 15. toledói zsinatot és az összegyűlt püspökök elé tárja dilemmáját: elődje és apósa, Erwig a halálos ágyán megeskette, hogy megvédi Erwig gyerekeit, de arra is, hogy legyen igazságos a néppel. Erwig azonban sok birtokot elkobzott a nemességtől, hogy azokat gyerekei között ossza szét; így Egica kéri egyik esküje alól való felmentését, mert akár visszaadja a birtokokat, akár nem valamelyik esküjét meg kell szegnie. A püspökök a gyerekekre vonatkozó eskü alól felmentik, de lelkére kötik, hogy szeresse sógorait és sógornőit.
- Cædwalla wessexi király lemond a koronáról és zarándoklatra indul Rómába (feltehetően a Wight-sziget elleni hadjáratában szerzett sebesülése miatt egészsége megrendült). Utódlása bizonytalan, mert örököse, a királyi házból származó Ine csak a következő évben foglalja el a trónt.
- Cædwalla visszavonulása után a wessexiek által megszállt Kent keleti felén Oswine kiáltja ki magát királynak. Az ország nyugati részére Sæbbi essexi király fia, Swæfheard vonul be.
- Meghal Máel Dúin mac Conaill, a kelet-skóciai Dál Riata királya. Közvetlen utóda nem ismert.

## Születések
- Martell Károly, frank herceg
- Csien-csen, kínai buddhista szerzetes
- Abu l-Aszvad ad-Duali, arab költő és nyelvész

## Halálozások
- Perctarit, longobárd király
- Máel Dúin mac Conaill, Dál Riata királya
- Rictrudis, frank apátnő

## Fordítás
- Ez a szócikk részben vagy egészben  a(z)   688 című angol Wikipédia-szócikk ezen változatának fordításán alapul.  Az eredeti cikk szerkesztőit annak laptörténete sorolja fel. Ez a jelzés csupán a megfogalmazás eredetét és a szerzői jogokat jelzi, nem szolgál a cikkben szereplő információk forrásmegjelöléseként.